# Vinçens Prennushi
Vinçens Prennushi (Shkodër, 4 de septiembre de 1885 - Durrës, 19 de marzo de 1949) fue un arzobispo católico, escritor, poeta, folclorista y publicista otomano, martirizado bajo la persecución comunista desatada por Stalin en la región. Es venerado como beato por la Iglesia Católica, y su fiesta se celebra el 20 de marzo. Se le considera patrono de los católicos perseguidos por los comunistas.
Como estudioso de la cultura albana, fue autor de varios libros sobre el tema, como "Visaret e kombit", "Kangë popullore gegnishte", "Grueja shqyptare" y "Ndër lamijet e demokracisë së vertetë".

## Biografía
Nikollë Prennushi, nació el 4 de septiembre de 1885 en Shköder (hoy Albania), entonces dominada por los turcos otomanos. Era miembro de una humilde familia de campesinos otomanos, y sus padres fueron Gjon y Drande Prennushi

### Carrera religiosa
Prennushi ingresó a la Orden Franciscana en 1900.

### Carrera literaria
Vinçenc fue un importante escritor en la Albania de inicios del siglo XX. Estaba al nivel de otros afamados escritores del país como Gjergj Fishta y Ndre Mjeda
Sus escritos se basaban en el folclor nacional de su país, y algunos poemas donde expresaba su filosofía de vida.
- Gjeth e luleː La obra, que en español Hojas y Flores, deja ver su amor por la naturaleza, al mejor estilo de Francisco de Asís, el fundador de la orden a la que pertenecía.

- Vajza Shqiptareː En español La doncella albanesa, es una recopilación de tradición oral de Albania, que Prennushi se dedicó a compilar personalmente y que se sabía de memoria, según informan algunos autores. El periódico franciscano local Hylli i Dritës o Día de la Estrella se inspiró en el trabajo del clérigo. Se le atribuye al autor Shtjefën Gjeçovi, haber sido colaborador de Prennushi, en la tarea de recorrer Albania recopilando la tradición oral de los campesinos.[2]

- Kângë Popullore Gegënishteː Publicado en Sarajevo, este trabajo es un volumen muy completo del folclor albanés